# Yvan Daniel
 (mars 2012).
Si vous disposez d'ouvrages ou d'articles de référence ou si vous connaissez des sites web de qualité traitant du thème abordé ici, merci de compléter l'article en donnant les références utiles à sa vérifiabilité et en les liant à la section « Notes et références ».
Yvan Daniel (Nîmes, 9 novembre 1909 - Paris, 27 septembre 1986,) est un prêtre et essayiste français.

## Biographie
Ordonné prêtre en 1936, d'abord aumônier de la Jeunesse ouvrière chrétienne, il publie avec Henri Godin (1906-1944) un ouvrage intitulé La France, pays de mission ? (1943), qui atteint un tirage de cent mille exemplaires. Yvan Daniel participe après la guerre à l'expérience des prêtres-ouvriers ; les difficultés avec Rome feront l'objet d'un autre livre, Aux frontières de l'Église. Curé d'Ivry-sur-Seine, puis dans le 20e arrondissement de Paris, à Charonne, il fut chargé à partir de 1974 du quartier Maine-Montparnasse. Il est par ailleurs l'auteur de nombreux ouvrages de catéchèse et de sociologie religieuse. Jean XXIII a dit que La France, pays de mission ? lui avait permis de comprendre la nécessité de Vatican II.